# Magni Jarnskor
Magni Jarnskor (Gøta, 16 novembre 1968) è un ex calciatore faroese, di ruolo centrocampista.

## Carriera

### Club
Durante la sua carriera, durata dal 1989 al 2002, ha giocato solo con il GÍ Gøta.

### Nazionale
Conta 27 presenze con la Nazionale faroese.